# Cantó de Cruzini-Cinarca
El cantó de Cruzini-Cinarca és una antiga divisió administrativa francesa situada al departament de la Còrsega del Sud, a la regió de Còrsega. Va existir de 1973 a 2015.

## Demografia
| 1962  | 1968  | 1975  | 1982  | 1990  | 1999  |
| ----- | ----- | ----- | ----- | ----- | ----- |
| 2.060 | 2.320 | 1.961 | 1.561 | 1.512 | 1.556 |

## Administració
| Període    | Identitat          | Partit | Qualitat |
| ---------- | ------------------ | ------ | -------- |
| 1973-1982  | Toussaint Graziani | MRG    |          |
| 1982-2001  | Gilbert Chiappini  | RPR    |          |
| 2001-20145 | Michel Pinelli     | UPM    |          |

## Composició
| Nom                  | Població | Codi Postal | Codi Insee |
| -------------------- | -------- | ----------- | ---------- |
| Ambiegna             | 43       | 20151       | 2A014      |
| Arro                 | 51       | 20151       | 2A022      |
| Azzana               | 56       | 20121       | 2A027      |
| Calcatoggio          | 356      | 20111       | 2A048      |
| Cannelle             | 32       | 20151       | 2A060      |
| Casaglione           | 292      | 20111       | 2A070      |
| Lopigna              | 112      | 20139       | 2A144      |
| Pastricciola         | 81       | 20121       | 2A204      |
| Rezza                | 49       | 20121       | 2A259      |
| Rosazia              | 81       | 20121       | 2A262      |
| Salice               | 73       | 20121       | 2A266      |
| Sari-d'Orcino        | 259      | 20151       | 2A270      |
| Sant'Andréa-d'Orcino | 71       | 20151       | 2A295      |